# 王恩 (成化丁未進士)
王恩（1452年—？），字克承，浙江紹興府餘姚縣人，軍竈籍，明朝政治人物。

## 生平
浙江鄉試第二十六名舉人。成化二十三年（1487年）中式丁未科會試第三十三名，三甲第六十二名進士。弘治十四年（1501年）任扬州府知府，十八年二月升四川按察司副使。正德元年（1506年）十一月升辽东苑马寺卿，四年闰九月升湖广按察使，五年四月以亲丧将解任，楚王与镇守官奏王恩尽心为政，小民闻其将去如失父母，乞留管事，勿听守制，從之。服阕，八年十二月改福建按察使，九年十一月升山东右布政使，十年七月升陕西左布政使，十二年致仕。

## 家族
曾祖王貴學；祖父王士怡；父王敏。嫡母張氏；生母于氏。慈侍下。兄紞、紳、綺、绎。